# Sabethes aurescens
Sabethes aurescens är en tvåvingeart som först beskrevs av Lutz 1905.  Sabethes aurescens ingår i släktet Sabethes och familjen stickmyggor. Inga underarter finns listade i Catalogue of Life.